# Idaea skinnerata
Idaea skinnerata är en fjärilsart som beskrevs av Grossbeck 1907. Idaea skinnerata ingår i släktet Idaea och familjen mätare. Inga underarter finns listade i Catalogue of Life.